# دمیترو کریژانوفسکی
دمیترو کریژانوفسکی (انگلیسی: Dmytro Kryzhanovskyy؛ زادهٔ ۱۷ ژوئن ۱۹۷۶) شناگر اهل اوکراین است.